# Sturgis (Mississipi)
Sturgis és una població dels Estats Units a l'estat de Mississipi. Segons el cens del 2000 tenia 206 habitants.

## Demografia
Segons el cens del 2000, Sturgis tenia 206 habitants, 83 habitatges, i 61 famílies. La densitat de població era de 61,2 habitants per km².
Dels 83 habitatges en un 28,9% hi vivien nens de menys de 18 anys, en un 59% hi vivien parelles casades, en un 12% dones solteres, i en un 26,5% no eren unitats familiars. En el 26,5% dels habitatges hi vivien persones soles el 18,1% de les quals corresponia a persones de 65 anys o més que vivien soles. El nombre mitjà de persones vivint en cada habitatge era de 2,48 i el nombre mitjà de persones que vivien en cada família era de 2,98.
Per edats la població es repartia de la següent manera: un 24,3% tenia menys de 18 anys, un 6,3% entre 18 i 24, un 30,1% entre 25 i 44, un 18,4% de 45 a 60 i un 20,9% 65 anys o més.
L'edat mediana era de 37 anys. Per cada 100 dones de 18 o més anys hi havia 83,5 homes.
La renda mediana per habitatge era de 33.125 $ i la renda mediana per família de 41.667 $. Els homes tenien una renda mediana de 30.179 $ mentre que les dones 20.625 $. La renda per capita de la població era de 18.916 $. Cap de les famílies i el 2,5% de la població estaven per davall del llindar de pobresa.

## Poblacions més properes
El següent diagrama mostra les poblacions més properes.